# کوین کریمر
کوین کریمر (به انگلیسی: Kevin Cramer) سناتور ایالات متحده از داکوتای شمالی و نمایندهٔ سابق حوزه انتخابیه کلی داکوتای شمالی از حزب جمهوری‌خواه ایالات متحده آمریکا در مجلس نمایندگان ایالات متحده آمریکا است که برای نخستین‌بار در ۶ ژانویه ۲۰۱۳ میلادی به‌عضویت این مجلس درآمد.